# Kondor László (fotográfus)
Kondor László (külföldön gyakran: Laszlo Kondor; Fugyivásárhely, 1940) magyar származású amerikai hivatásos fényképész, fotóriporter. Leginkább háborús és politikai fotográfusként lett ismert.

## Élete
A partiumi Fugyivásárhelyen született, de a háború miatt családja Budapestre költözött. Bátyjával 1956 november végén hagyta el Magyarországot. Innsbruckban az Osztrák–Magyar Gimnáziumban fejezte be középiskolai tanulmányait és érettségizett, majd az innsbrucki egyetemen modern európai történelmet tanult. Ekkoriban kezdett érdeklődni a fényképezés iránt, és kezdte önállóan elsajátítani a fényképezés technikáját. 1961-ben bátyja után érkezett az Egyesült Államokba. Chicagóban telepedtek le, és a Chicagói Egyetemen folytatta tanulmányait ahol 1964-ben a nemzetközi kapcsolatok szakon szerezte meg a diplomáját.
Hivatásos fotósként Chicago építészetét, fotóriporterként a különféle társadalmi konfliktusokat örökített meg képein. Híresek lettek Martin Luther King meggyilkolását követő zavargások idején készített felvételei, de leginkább a vietnámi háborúban, 1969-1971 között készített fotóival szerzett hírnevet magának. Önkéntesként vonult be a hadseregbe, hogy közelről, belülről készíthessen képeket a háborúról. 1970-től lett az Amerikai Hadsereg Különleges Fényképészeti Hivatalának hadifotósa. 1971-ben kapta meg az amerikai állampolgárságot. Leszerelése után 1972-1976 között Richard J. Daley Chicago polgármesterének hivatalos fotósa volt. A polgármester halála után 1976-ban nyitotta meg saját stúdióját. 1996-ig portré-, divat- és aktfotózással foglalkozott, de megélhetését főként a reklámfotózás biztosította.
A rendszerváltás után, 1996-ban települt haza amerikai feleségével. Eleinte Budapesten, jelenleg Kapolcson él és dolgozik.

## Családja
Felesége, Linda amerikai születésű. Lányuk Éva.

## Gyűjtemények
Fényképei megtalálhatók a Chicagói Nemzeti Veterán Művészeti Múzeumban, valamint az Illinois Egyetem Richard J. Daley Könyvtárának gyűjteményében.

## Kiállítások
- 1999 – Vietnám & Vietnam,[2] Budapest
- 2018 – Építészeti fotók Chicagóról, 1960-1990 – Budapesti Építészeti Központ (FUGA)
- 2018 – Vietnam ötven évvel később – válogatás egy haditudósító emlékeiből – Magyar Fotográfiai Múzeum, Kecskemét
- 2020 – Leicával a frontvonalban, Kolta Galéria, Budapest

## Előadások
- Kondor László előadása – Pólus Mozi, Budapest, 2019, The Watching Duck Studio (Az Apokalipszis most – A végső vágás című film bemutatása előtt.)[3]